# 차꼬

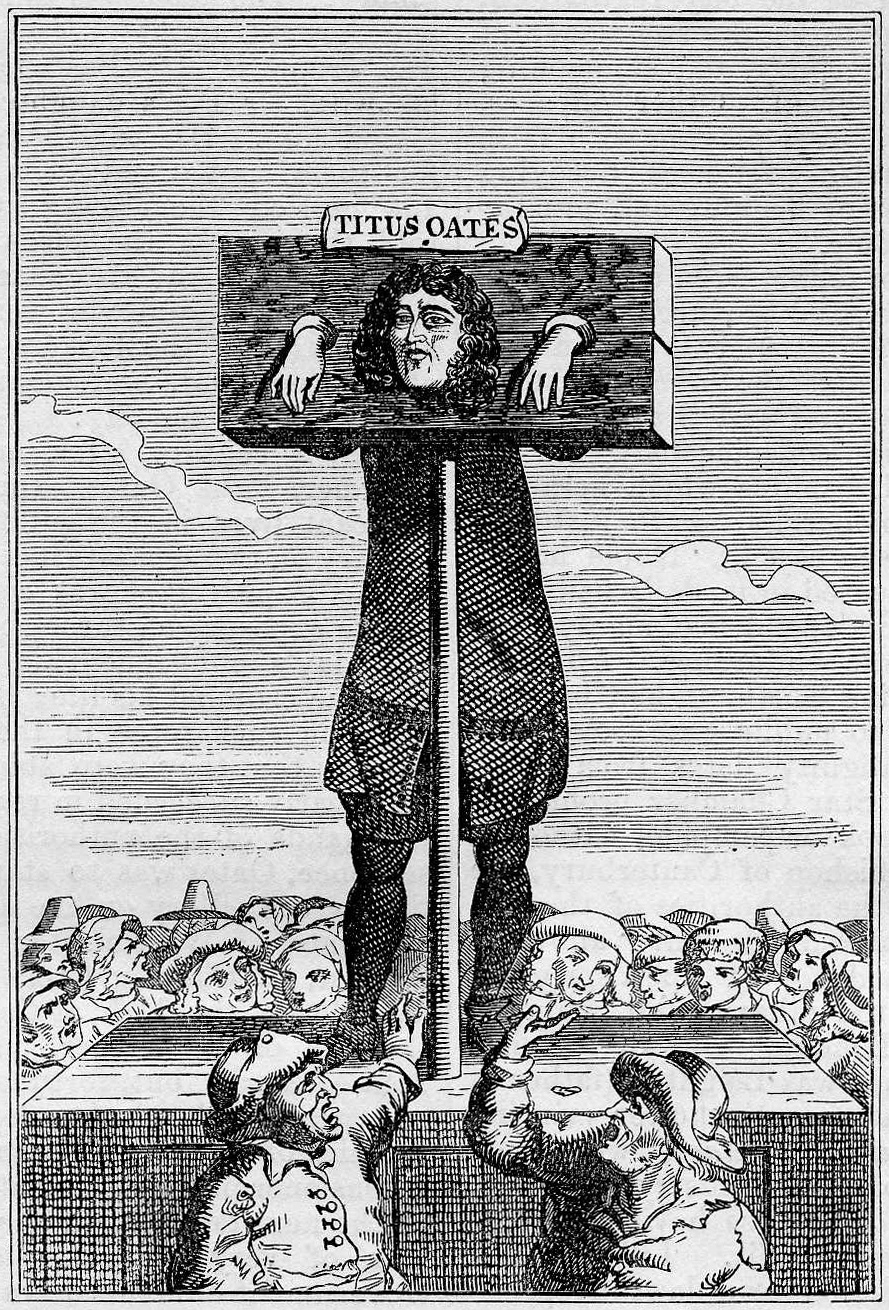
티투스 오츠가 차꼬에 채워져 있는 17세기 모습

차꼬(pillory)는 머리와 손을 고정하기 위한 구멍이 있는 기둥에 세워진 나무 또는 금속 뼈대로 만든 장치로, 중세와 르네상스 시대에 공개적인 굴욕과 종종 추가적인 신체적 학대에 의한 처벌을 위해 사용되었다. 차꼬는 족계와 관련이 있다.

## 어원
차꼬의 영단어 pillory는 1274년부터 영어로 기록되어 있으며(1189년 경 앵글로-라틴어로 입증됨) 고대 프랑스어 pellori(1168년, 현대 프랑스어 pilori)에서 유래했으며, 그 자체도 중세 라틴어 pilloria에서 유래했다. 라틴어 pila('기둥, 돌 장벽')의 유래로 추정된다.

## 같이 보기
- 칼 (계구)
- 신체형
- 말괄량이의 바이올린